# Hans Mahnke
Hans Mahnke am Bochumer Schauspielhaus, 1972

Link zum Bild

Hans Mahnke (* 22. April 1905 in Stralsund; † 29. Mai 1978 in Stuttgart) war ein deutscher Theaterschauspieler, der hauptsächlich am Württembergischen Staatstheater in Stuttgart wirkte.

## Leben

### Ausbildung und Lehrjahre
Hans Mahnke war Sohn des Stralsunder Bäckermeisters Ludwig Mahnke (1876–1942).
Nachdem er seine Schauspielausbildung bei Albert Bassermann erhalten hatte, war Mahnke zunächst in Köln, Dessau, am Stralsunder Theater, in Mainz, Hamburg und Frankfurt/Main als Schauspieler tätig gewesen, bevor er 1950 nach Stuttgart an das Staatstheater kam, dem er zeitlebens verbunden blieb.

### Stuttgart
Zur Zeit der Stuttgarter Schauspieldirektion Paul Hoffmanns gehörte Mahnke zu dem legendären Schauspielerensemble, in dem sich auch Erich Ponto, Hermine Körner, Elisabeth Flickenschildt, Gerhard Just, Edith Heerdegen, Hans Caninenberg, Gisela von Collande und Theodor Loos befanden, und das seinerzeit als eines der stärksten Deutschlands galt. In seinen späten Jahren war er neben Just die beherrschende Altmännerfigur des Staatstheaters. 
In den 1950er-Jahren spielte Mahnke besonders häufig unter Peter Palitzsch u. a. Othello und den Falstaff. Er spielte auch Alfred Ill in dem Schauspiel Der Besuch der alten Dame von 1959. In den 1960er-Jahren u. a. unter Benno Besson, Günther Lüders oder Rudolf Noelte. 

### Titelrollen in den 1960er-Jahren
Zu Beginn der 1960er-Jahre glänzte Mahnke auch in Stücken moderner Autoren wie Bertolt Brecht oder Jewgeni Schwarz. Unter anderem denkwürdig war späterhin seine Darstellung des Dorfrichters Adam in der Noelte’schen Inszenierung des Lustspiels Der zerbrochne Krug von Heinrich von Kleist bei den Ruhrfestspielen Recklinghausen des Jahres 1966. Weitere Titelrollen waren in der zweiten Hälfte der 1960er-Jahre Carl Sternheims Theobald Maske in Der Snob und Molières Der eingebildete Kranke.

### Bei Peter Zadek in Bochum
Als gereifter Charakterdarsteller erlebte Mahnke die Ära Peter Zadek in der ersten Hälfte der 1970er-Jahre in Bochum. Zadek besetzte ihn als Shylock in Der Kaufmann von Venedig, den Mahnke als „häßlich gewordenen, ins Böse getriebenen Menschen“ (Peter Palitzsch in Theater heute) anlegte. Des Weiteren war Mahnke auch vielbeachtet als Sorin in Anton Tschechows Die Möwe und Graf Gloster in King Lear, einer weiteren Shakespeare-Inszenierung Zadeks in Bochum. Auch spielte er unter dem Regisseur eine seiner seltenen Filmrollen. In diese Zeit fällt auch eine Gastrolle in der Fernsehserie Ein Herz und eine Seele als Dr. Keller in der Folge „Eine schwere Erkrankung“ (1973).

### Letzte Rollen
Zu Mahnkes letzten Rollen wiederum in Stuttgart gehören die Darstellung des Müsjö in Die Geisel von Brendan Behan 1976 und die des Arkas in Goethes Iphigenie in seinem Sterbejahr.

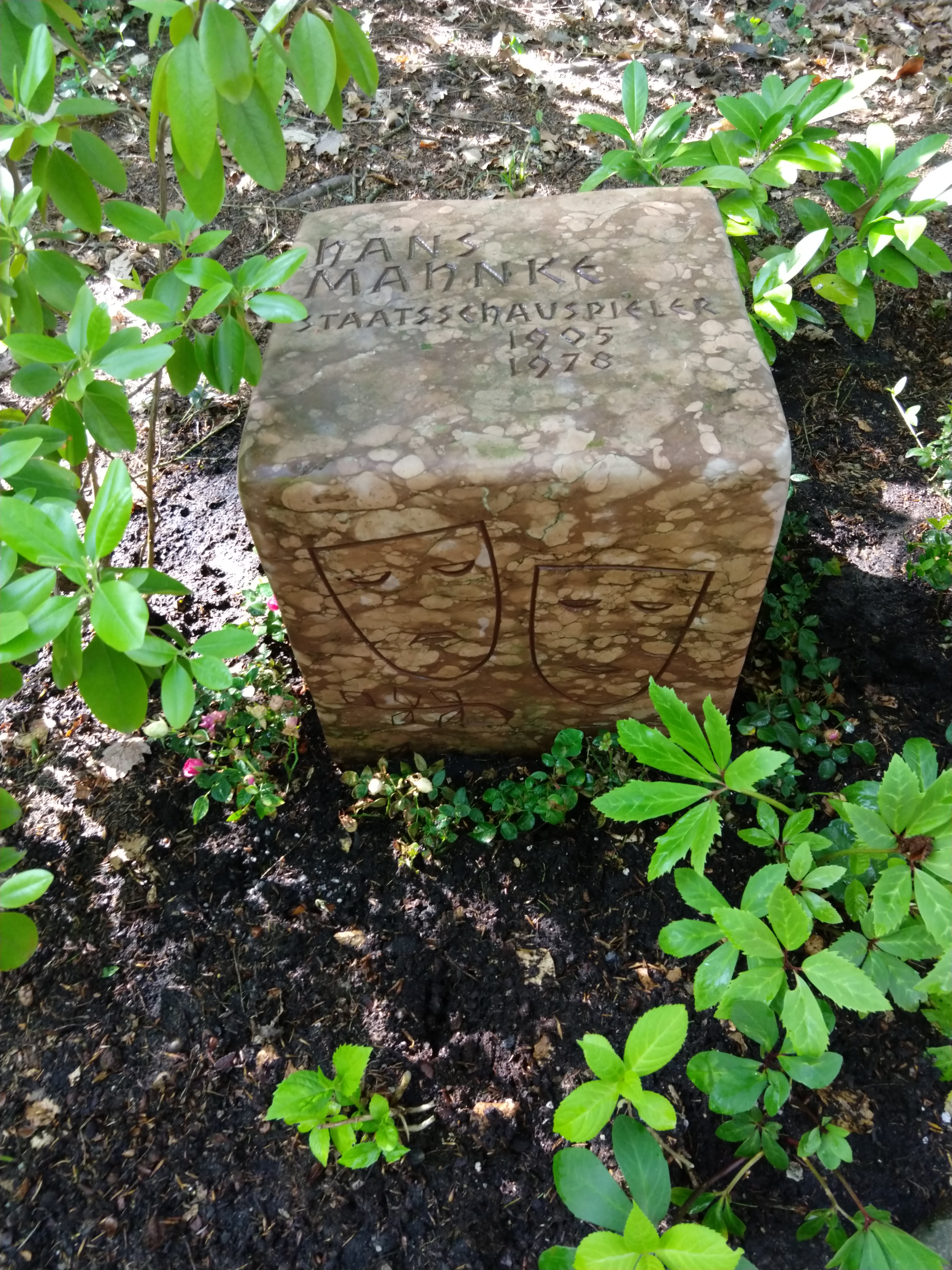
Grab Hans Mahnke auf dem Waldfriedhof in Stuttgart

Mahnke galt als einer der großen Schauspieler, die weniger auf Effekte abzielten, sondern ihre Rollen vielmehr aus der Zurückhaltung gestalten wollten. Einer seiner ersten Regisseure in Stuttgart, Peter Palitzsch, beobachtete an dem gealterten Mahnke zudem einmal die seltene Fähigkeit, seine Rollen als vollendete Kunstfiguren auszugestalten und dennoch zugleich einen „Menschen aus dem richtigen Leben“ auf die Bühne zu bringen.

### Hörspielsprecher
Während Mahnke sich aus dem Filmgeschäft zeitlebens weitestgehend heraushielt und auch für das Fernsehen nur wenige ausgesuchte Rollen annahm (zuletzt u. a. in Peter Zadeks Eiszeit oder der Miniserie Tadellöser & Wolff nach Walter Kempowski), war bei dem Schauspieler in Bezug auf anspruchsvolle Hörfunkeinrichtungen von Theaterstücken oder Romanen und Originalhörspiele ein weitaus größeres Engagement zu bemerken. So war er ab den frühen 1950er-Jahren, häufig als Sprecher der Hauptrollen, in Hörfunksendungen u. a. nach Stoffen von Ilse Aichinger, Alfred Andersch, Samuel Beckett, Ingmar Bergman, Günter Eich, Theodor Fontane, Jean Giraudoux, Kenneth Grahame, James Joyce, Franz Kafka, Ephraim Kishon, Heinrich von Kleist, Gotthold Ephraim Lessing, Molière, Antoine de Saint-Exupéry, Jean-Paul Sartre, Shakespeare, George Bernard Shaw, Dylan Thomas oder Thornton Wilder zu hören.
Hans Mahnke starb mit 73 Jahren und wurde auf dem Waldfriedhof Stuttgart in Degerloch beigesetzt.

## Filmografie
Kino
- 1947: In jenen Tagen
- 1950: Es kommt ein Tag
- 1950: Wenn eine Frau liebt; auch: Melodie des Herzens
- 1960: Kirmes
- 1961: Das letzte Kapitel

Fernsehen
- 1955: Das heiße Herz
- 1957: Korruption
- 1959: Der Besuch der alten Dame
- 1959: Der zerbrochene Krug
- 1960: Der eingebildete Kranke
- 1960: Der Hauptmann von Köpenick
- 1961: Das letzte Kapitel
- 1961: Die Auster und die Perle
- 1961: Die Falle
- 1962: Warten auf Dodo
- 1963: Die Abrechnung
- 1964: Der doppelte Nikolaus
- 1964: Georges Dandin
- 1964: Gerechtigkeit in Worowogorsk
- 1965: Der arme Mann Luther
- 1965: Nachruf auf Egon Müller
- 1966: Die Launen des Herrn Lasukow
- 1966: Drei Schwestern
- 1967: Der Prozess der Jeanne d’Arc zu Rouen 1431
- 1967: Der zerbrochene Krug
- 1967: So war Herr Brummell
- 1968: Mathilde Möhring
- 1969: Heinrich VI. – Der Krieg der Rosen 1. Teil
- 1969: Leben und leben lassen
- 1969: Marija
- 1971: Der Pott
- 1973: Ein Herz und eine Seele
- 1973: Kleiner Mann, was nun?
- 1974: Die Möwe
- 1975:  Tadellöser & Wolff
- 1975: Eiszeit
- 1975: Im Hause des Kommerzienrates

## Hörspiele (Auswahl)
- 1950: Albert Camus: Belagerungszustand (Fischer) – Regie: Erich-Fritz Brücklmeier (Hörspiel – SDR)
- 1950: André Gide/Jean-Louis Barrault: Der Prozeß (Dr. Huld) – Regie: Cläre Schimmel (Hörspiel – SDR)
- 1963: Ilse Aichinger: Besuch im Pfarrhaus – Regie: Heinz von Cramer (Hörspiel – SDR)
- 1965: Ingmar Bergman: Die Stadt - Regie: Heinz von Cramer

## Werke

### Sprechplatten
- Die Weihnachtsgeschichte nach Matthäus und Lukas, entnommen aus Konstantin Rösch: „Das Neue Testament“
- Hans Hömberg – Kirschen für Rom, mit Gustaf Gründgens
- Lebendige Bibel: Stammväter des Glaubens; Abraham – Eine Hörfolge über 1. Mose 12-1 9 in